# Ил (сын Троса)
Ил (Илос, др.-греч. Ἶλος) — персонаж древнегреческой мифологии. Сын Троса и Каллирои. Основал город Илион в Трое.
Вышел победителем в состязаниях в борьбе и получил в награду 50 юношей и 50 девушек.
Царь Фригии дал Илу пёструю корову. Корова прилегла на холме Ата, и Ил основал там город Илион в Троянском царстве  При нём с неба упал Палладий. Либо он воздвиг храм для Палладия.
Жена Евридика, сын Лаомедонт. Переправился с войском в Европу и покорил фракийцев.
Курган Ила упомянут в «Илиаде» (X 415, XI 166, 370, XXIV 349).
В честь Ила назван астероид (18282) Ил.